# Clan Utsunomiya
Il clan Utsunomiya (宇都宮家?, Utsunomiya-shi) è stato un clan giapponese presente dal periodo Muromachi a quello Sengoku nella provincia di Shimotsuke. 
Le origini degli Utsunomiya di Shimotsuke sono molto vaghe ma il primo che adottò quel nome fu Utsunomiya Munetsuna. Gli Utsunomiya supportarono la Corte del Sud all'inizio del periodo Muromachi, ma comunque si sottomisero più tardi agli Ashikaga. Nel 1380 furono coinvolti in una disputa con la famiglia Ōyama che sfociò nel Ōyama no Ran. 
Furono indeboliti nel periodo Sengoku da minacce esterne e si appoggiarono prima al clan Yūki e successivamente a quello Satake. Per il loro appoggio a Toyotomi Hideyoshi nell'assedio di Odawara, Utsunomiya Kunitsuna fu confermato come daimyō (ricavo da 187613 koku). Tuttavia nel 1597 gli Utsunomiya furono confiscati dei loro possedimenti dopo che le spie di Hideyoshi rivelarono che gli introiti erano più che doppi di quelli consentiti.
Con la morte di Kunitsuna nel 1608 il clan cessò di esistere.
Il clan ebbe diversi rami cadetti, tra i quali uno nella provincia di Buzen  (豊前宇都宮氏?, Buzen utsunomiya-shi), nella provincia di Chikugo  (筑後宇都宮氏?, Chikugo utsunomiya-shi) e nella provincia di Iyo  (伊予宇都宮氏?, Iyo utsunomiya-shi).
Genealogia
- Utsunomiya Yoritsuna (頼綱?; 1172/8–1259)
- Utsunomiya Kintsuna (公綱?; 1302–1356)
- Utsunomiya Ujitsuna (氏綱?; 1326–1370)
- Utsunomiya Hitotsuna (等綱?, noto come Tomotsuna; 1420–1460)
- Utsunomiya Tadatsuna (忠綱?; 1496–1527)
- Utsunomiya Hisatsuna (尚綱?, noto come Naotsuna; 1512–1549) 20° capo degli Utsunomiya, erede di Utsunomiya Okitsuna. Aiutò Nasu Masasuke nella faida con il figlio, Tasasuke. Attaccò il castello di Kitsuregawa ma venne ucciso in un attacco a sorpresa delle forze del clan Nasu
- Utsunomiya Hirotsuna (広綱?; 1545–1576) 21° capo degli Utsunomiya, sposò una figlia di Satake Yoshiaki, formando un'alleanza. Combatté con Haga Takasada contro i clan alleati degli Hōjō
- Utsunomiya Kunitsuna (国綱?; 1568–1608) 22° capo degli Utsunomiya, figlio di Hirotsuna. Aiutò Toyotomi Hideyoshi nella conquista di Odawara. Fu coinvolto successivamente in uno scandalo e privato dei titoli